# Notiocharis paxillosa
Notiocharis paxillosa és una espècie d'insecte dípter pertanyent a la família dels psicòdids.

## Descripció
- El mascle presenta taques als extrems de les ales, l'edeagus amb una forma quasi semblant a la d'una lira, antenes de 0,67-0,74 mm de llargària i ales d'1,62-1,85 mm de llargada i 0,55-0,62 d'amplada.
- La femella és similar al mascle amb els 2 lòbuls de la placa subgenital (en forma de "V" a l'àpex) àmpliament units per la base, antenes de 0,70-0,71 mm de longitud i ales d'1,87-1,95 mm de llargària i 0,62-0,65 d'amplada.[3]

## Distribució geogràfica
Es troba a Indonèsia: és un endemisme de Papua Occidental.